# Partido Demócrata de San Luis
El Partido Demócrata de San Luis (anteriomente Partido Demócrata Liberal) es un partido político distrital de Argentina, con personería en la Provincia de San Luis, integrante del Partido Demócrata a nivel nacional.
Actualmente forma parte de la coalición provincial Cambia San Luis.

## Historia
El partido se funda en 1918 con el nombre de Partido Demócrata Liberal, tras la fusión del Partido Demócrata Progresista de San Luis, Unión Popular y el Partido Nacional. Integró el Partido Demócrata Nacional entre 1931 y 1957 y volvió a integrarlo en ocasión de su refundación en 2018.
Gobernó la provincia de manera ininterrumpida entre 1922 hasta la Revolución de 1943, siendo la única provincia, además de Entre Ríos, que no fue intervenida por José Félix Uriburu después del golpe de Estado de 1930. La última vez que gobernó la provincia fue desde 1963 hasta el golpe de Estado de 1966, con Santiago Besso como gobernador.
Con el regreso de la democracia en 1983 la importancia electoral del partido prácticamente desapareció. Desde 1999 hasta 2002 fue miembro de la alianza Compromiso Federal junto al Partido Justicialista. 
En el año 2019 forma parte de la alianza Juntos por el Cambio en franca oposición al kirchnerismo, compitiendo en las elecciones legislativas de ese mismo año, consiguiendo 134.668 votos, correspondientes al 46,67% del padrón provincial. Luego, para las elecciones legislativas de 2021, dentro de la misma estructura, consigue 126.693 votos, correspondientes al 46,12% del padrón electoral provincial. Abandonó la alianza al finalizar las elecciones.

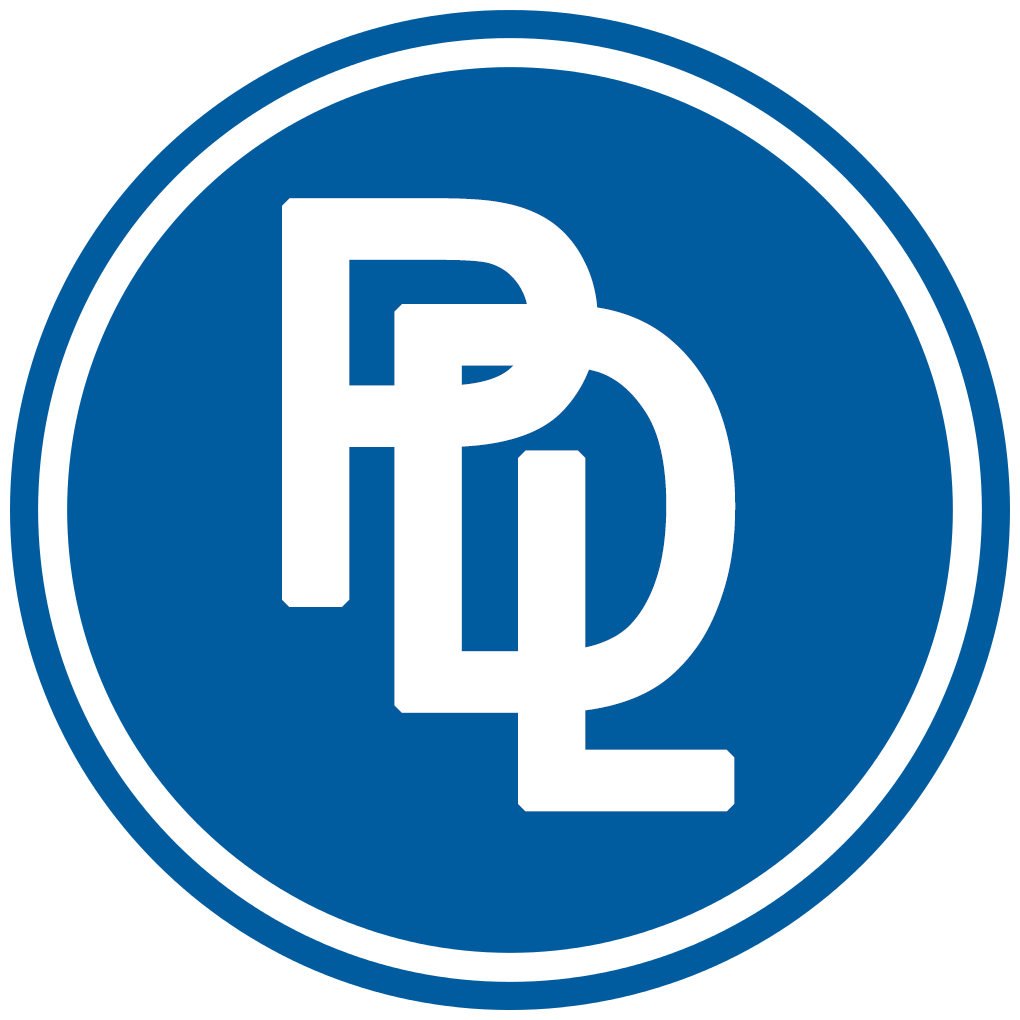
Antiguo logo del Partido Demócrata Liberal.

## Gobernadores pertenecientes al PD
| Retrato | Gobernador                  | Inicio                  | Fin                     | Elección | Notas                                                                                         |
| ------- | --------------------------- | ----------------------- | ----------------------- | -------- | --------------------------------------------------------------------------------------------- |
|         | Umberto Rodríguez Saá       | 10 de octubre de 1922   | 15 de noviembre de 1922 | —        | Presidente de la legislatura como gobernador interino.                                        |
|         | León Guillet                | 15 de noviembre de 1922 | 15 de noviembre de 1926 | 1922     |                                                                                               |
|         | Alberto Arancibia Rodríguez | 15 de noviembre de 1926 | 8 de septiembre de 1928 | 1926     | Debido a un conflicto de poderes con la Legislatura fue suspendido.                           |
|         | Toribio Mendoza             | 8 de septiembre de 1928 | 1 de octubre de 1928    | —        | Presidente de la legislatura como gobernador interino.                                        |
|         | Alberto Arancibia Rodríguez | 1 de octubre de 1928    | 13 de noviembre de 1928 | 1926     | Retoma el cargo. Debido a un conflicto de poderes con la Legislatura fue suspendido.          |
|         | Toribio Mendoza             | 13 de noviembre de 1928 | 28 de noviembre de 1928 | —        | Presidente de la legislatura como gobernador interino.                                        |
|         | Alberto Arancibia Rodríguez | 28 de noviembre de 1928 | 15 de noviembre de 1930 | 1926     | Retoma el cargo.                                                                              |
|         | Laureano Landaburu          | 15 de noviembre de 1930 | 4 de junio de 1933      | 1930     | Renunció para asumir como senador nacional.                                                   |
|         | Toribio Mendoza             | 4 de junio de 1933      | 15 de noviembre de 1934 | —        | Presidente de la Legislatura, asumió el cargo después de la renuncia de Adolfo Rodríguez Saá. |
|         | Ricardo Rodríguez Saá       | 15 de noviembre de 1934 | 15 de noviembre de 1938 | 1934     |                                                                                               |
|         | Toribio Mendoza             | 15 de noviembre de 1938 | 15 de noviembre de 1942 | 1938     |                                                                                               |
|         | Reynaldo Pastor             | 15 de noviembre de 1942 | 20 de junio de 1943     | 1942     |                                                                                               |
|         | Agustín Rodríguez Jurado    | 23 de diciembre de 1944 | 9 de septiembre de 1945 | —        | Interventor federal de facto. (Revolución del 43)                                             |
|         | Santiago Besso              | 12 de octubre de 1963   | 28 de junio de 1966     | 1963     |                                                                                               |